# Davao
Davao este capitala districtului Davao, de pe insula Mindanao, Filipine.
Populația este de 1.363.337 de locuitori, fiind astfel cel mai mare oraș de pe insulă.